# Atlanta Beat (WPS)
L'Atlanta Beat fu una società di calcio femminile professionistica con sede ad Atlanta, nello stato federato della Georgia. La squadra non è tuttavia scomparsa ma gioca a livello amatoriale.
La squadra venne iscritta alla Women's Professional Soccer (WPS) nel 2010, nell'ambito dell'espansione del campionato che portò i membri dagli originari sei a sette, e giocò le partite interne al Kennesaw State University Soccer Stadium, realizzato a capitale misto pubblico e privato grazie ad un accordo tra la società e la Kennesaw State University. La squadra sostituiva il precedente Atlanta Beat iscritta alla scomparsa Women's United Soccer Association (WUSA).

## Storia

### Nome e colori
La società annunciò il nome della squadra, Beat, il 18 giugno 2009, dopo essere stato determinato da un sondaggio richiesto ai tifosi che avevano come opzioni, oltre a Beat, anche Attack e Storm.
Il nuovo logo della squadra era basato sullo stesso design del logo precedente utilizzato dalla squadra iscritta al campionato WUSA, con le due tonalità di blu sostituite dal giallo oro e del rosso Ferrari.

### Costituzione della rosa
L'Atlanta iniziò a costituire la propria squadra al 2009 WPS Expansion Draft del 15 settembre 2009, nel quale ha selezionato sei giocatori delle attuali sette squadre WPS, ottenendo quattro giocatori dalle squadre che si sono classificate alle prime due posizioni nella stagione inaugurale della lega. Una settimana dopo, Atlanta ha selezionato cinque giocatrici internazionali durante il 2009 WPS International Draft, tra cui tre provenienti dall'Umea IK.

### Campionati
Al campionato inaugurale la squadra ha concluso la stagione 2010 all'ultimo posto con 5 vittorie, 13 sconfitte, e 6 cravatte.
L'Atlanta Beat Atlanta ha iniziato la stagione successiva il 9 aprile 2011, affrontando le avversarie del Boston Breakers al KLS Stadium di fronte a circa 4 000 spettatori e perdendo l'incontro per 4-1, con l'unica rete realizzata dalla squadra di casa realizzata da Carli Lloyd in un calcio di rigore al 78'.

## Organico

### Rosa 2011
| N. |                        | Ruolo | Calciatrice        |
| -- | ---------------------- | ----- | ------------------ |
|    | Stati Uniti (bandiera) | D     | Katherine Reynolds |
|    | Stati Uniti (bandiera) | C     | India Trotter      |
|    | Stati Uniti (bandiera) | C     | Lori Chalupny      |
|    | Stati Uniti (bandiera) | D     | Keeley Dowling     |
|    | Stati Uniti (bandiera) | D     | Cat Whitehill      |
|    | Stati Uniti (bandiera) | D     | Heather Mitts      |
|    | Stati Uniti (bandiera) | D     | Kia McNeill        |
|    | Canada (bandiera)      | A     | Lauren Sesselmann  |
|    | Stati Uniti (bandiera) | C     | Carli Lloyd        |
|    | Stati Uniti (bandiera) | P     | Allison Lipsher    |
|    | Stati Uniti (bandiera) | C     | Angela Salem       |
|    | Stati Uniti (bandiera) | C     | Colleen Flanagan   |
|    | Stati Uniti (bandiera) | D     | Megan Jesolva      |

| N. |                        | Ruolo | Calciatrice       |
| -- | ---------------------- | ----- | ----------------- |
|    | Stati Uniti (bandiera) | C     | Julianne Sitch    |
|    | Stati Uniti (bandiera) | A     | Meghan Lenczyk    |
|    | Stati Uniti (bandiera) | C     | Kacey White       |
|    | Stati Uniti (bandiera) | C     | Kylie Wright      |
|    | Stati Uniti (bandiera) | P     | Katie Fraine      |
|    | Stati Uniti (bandiera) | A     | Katie Bethke      |
|    | Stati Uniti (bandiera) | P     | Allison Whitworth |
|    | Stati Uniti (bandiera) | A     | Analisa Marquez   |
|    | Canada (bandiera)      | C     | Kelly Parker      |
|    | Stati Uniti (bandiera) | C     | Lyndsey Patterson |
|    | Stati Uniti (bandiera) | C     | Bianca D'Agostino |
|    | Brasile (bandiera)     | A     | Ruth Alvarez      |

### Sospensione del campionato
Il 30 gennaio 2012 la Women's Professional Soccer annuncia la sospensione della stagione 2012, citando come causa primaria alcuni problemi irrisolti nella gestione organizzativa interna, alcuni dei quali includono un'azione legale nei confronti di un ex proprietario del franchising e la mancanza di risorse investite nella lega.